# Insuficiência placentária
A insuficiência placentária é a incapacidade da placenta em fornecer nutrientes suficientes para o feto durante a gestação e, como resultado, diminui o ritmo sanguíneo da placenta. Às vezes, o termo é utilizado para designar desacelerações cardíacas do feto, conforme a monitoração eletrônica, mesmo se não houver outra evidência de fluxo sanguíneo.